# Mboli Alele
Mboli Alele (Kinshasa, 31 marzo 1968) è un'ex cestista della Repubblica Democratica del Congo.

## Carriera
Con lo Zaire ha disputato Campionati mondiali del 1990.